# Hồ thác nước

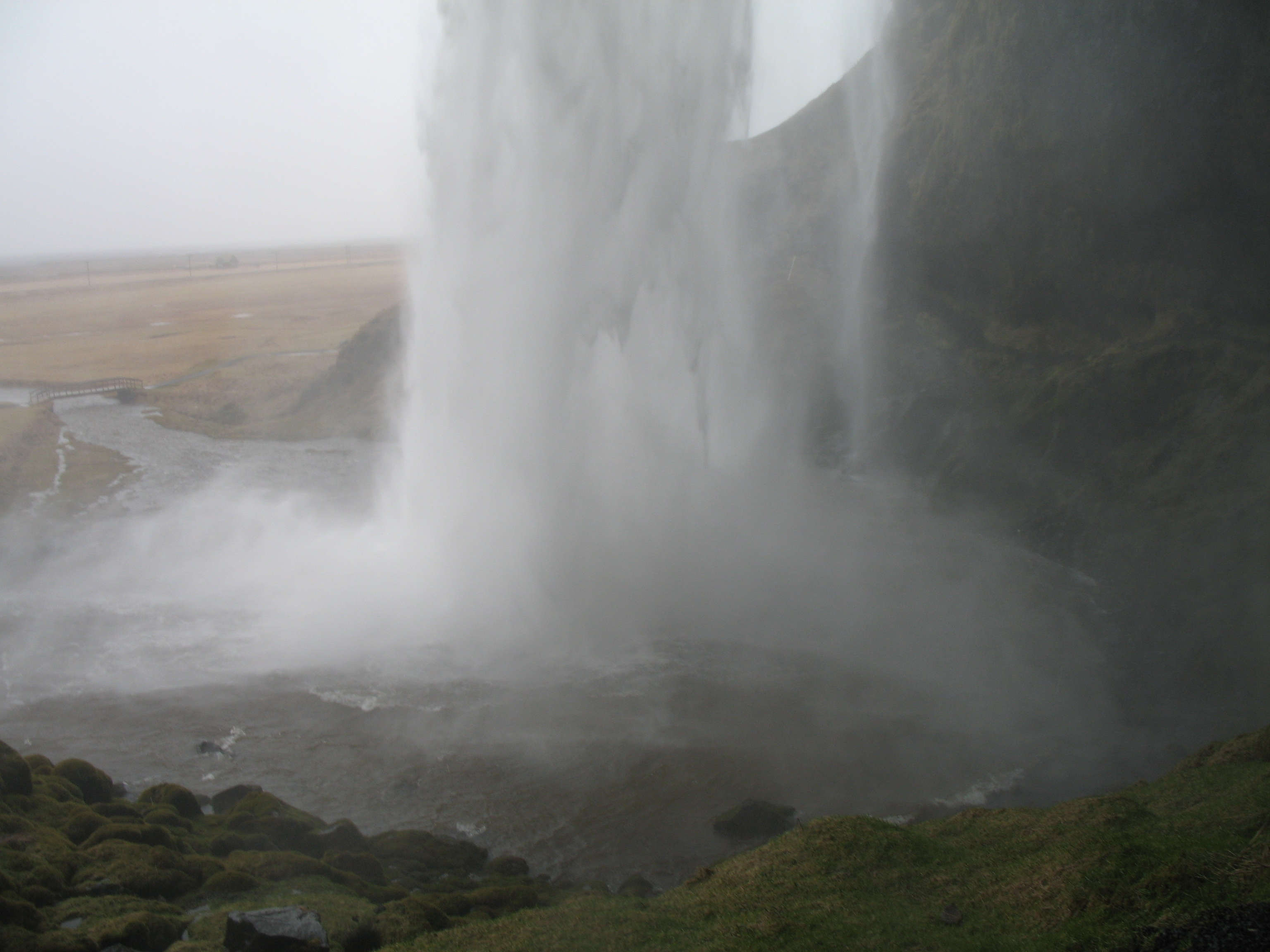
Bề mặt của bể ngâm Seljalandsfoss (Iceland)

Nước chảy qua thác mang theo cát và đá cuội quét qua một bể ngâm ở đáy của nó.

Một bể ngâm (hoặc lưu vực ngâm hoặc hồ thác nước) là một vùng trũng sâu trong lòng suối dưới chân thác hoặc giếng đóng. Nó được tạo ra bởi các lực xói mòn của thác nước trên các tảng đá tại căn cứ của sự hình thành nơi nước tác động. Thuật ngữ này có thể đề cập đến nước chiếm chỗ lõm, hoặc chính khu vực lõm đấy.

## Sự hình thành
Hồ thác nước được hình thành bởi lực tự nhiên của nước rơi thẳng xuống đất, chẳng hạn như tại thác nước hoặc thác; chúng cũng là kết quả của các cấu trúc nhân tạo như một số thiết kế đập tràn. Hồ thác nước thường rất sâu, thường liên quan đến độ cao của dòng thác, khối lượng nước, sức cản của đá bên dưới bể và các yếu tố khác. Nước chảy xiết và xoáy, đôi khi mang theo đá bên trong, làm trũng lòng sông vào một lưu vực, thường có các mặt gồ ghề và không đều. Các hồ thác nước có thể tồn tại lâu sau khi thác ngừng chảy hoặc dòng chảy đã bị chuyển hướng. Một số ví dụ về các hồ thác nước trước đây tồn tại ở Thác khô ở Scablands Channeled ở phía đông Washington.
Hồ thác nước là tính năng của sông ngòi do xói mòn gây ra trong giai đoạn đầu của quá trình phát triển sông, đặc trưng bởi dốc gradient và dòng chảy nhanh hơn. Khi đá mềm hơn hoặc bị nứt đã bị xói mòn trở lại điểm nấc, nước tiếp tục bắn phá nơi nó rơi xuống. Do loại đá này thường có khả năng chống chịu kém hơn so với tầng lớp quá mức, nước từ độ cao cao hơn tiếp tục bị xói mòn cho đến khi đạt được trạng thái cân bằng.
Một đặc điểm hình bát quái tương tự được phát triển bởi nước chảy, trái ngược với nước rơi, được gọi là lỗ xói lở. Những điều này xảy ra cả tự nhiên và là kết quả của việc xây dựng cây cầu.